# Pulvermühl
Pulvermühl (lb. Polvermillen, niem. Pulvermühle) – dzielnica miasta Luksemburg, w Luksemburgu, w kantonie Luksemburg. Do 3 października 2015 dzielnica leżała w dystrykcie Luksemburg. Leży w centralnej części miasta. Jest jedną z 24 dzielnic – jednostek pomocniczych miasta Luksemburg. 31 grudnia 2022 r. populacja dzielnicy wynosiła 382 mieszkańców. Zarówno pod względem powierzchni jak i liczby mieszkańców jest najmniejszą dzielnicą miasta.